# Anette Walter
Anette Walter (* im 20. Jahrhundert) ist eine ehemalige deutsche Fußballspielerin.

## Karriere
Walter gehörte zunächst der SG Praunheim an, für die sie in der seinerzeit zweigleisigen Bundesliga Punktspiele bestritt. Am Saisonende 1995/96 belegte ihre Mannschaft den zweiten Platz in der Gruppe Süd und war somit für die anschließende Endrunde um die Deutsche Meisterschaft qualifiziert. Nachdem sich ihre Mannschaft im Halbfinale – nach Hin- und Rückspiel – mit 1:0 gegen Grün-Weiß Brauweiler durchzusetzen vermocht hatte, erreichte sie am 2. Juni 1996 im Frankfurter Stadion am Brentanobad das Finale, das vor 3100 Zuschauern mit 0:1 gegen den TSV Siegen. Im Wettbewerb um den nationalen Vereinspokal schied schid ihre Mannschaft bereits im Achtelfinale aus diesem aus.
In der Folgesaison blieb man erneut hinter dem FSV Frankfurt und traf im Meisterschaftshalbfinale erneut auf Grün-Weiß Brauweiler, der sich nach Hin- und Rückspiel im Gesamtergebnis von 5:3 durchsetzte und das Finale erreichte. Wie im Jahr zuvor schied ihre Mannschaft im Pokalwettbewerb erneut im Achtelfinale vorzeitig aus.
Zur Saison 1997/98 wurde sie gemeinsam mit Steffi Jones und Martina Walter als Neuzugang beim FSV Frankfurt vorgestellt, In der nunmehr eingleisigen Bundesliga und ihrer einzigen Saison für den FSV Frankfurt, schloss dieser die Premierensaison als Deutscher Meister ab. 
Auch das Finale um den nationalen Vereinspokal erreichte ihre Mannschaft, in dem sie jedoch nicht eingesetzt wurde. Die am 16. Mai 1998 im Olympiastadion Berlin vor 35.000 Zuschauern – als Vorspiel zum Männerfinale – gegen den FCR Duisburg 55 ausgetragene Begegnung wurde mit 2:6 verloren.

## Erfolge
FSV Frankfurt
- Deutscher Meister 1998
- DFB-Pokal-Finalist 1998 (ohne Einsatz)

SG Praunheim
- Deutscher Meisterschaftsfinalist 1996